# The Fairylogue and Radio-Plays
The Fairylogue and Radio-Plays er en amerikansk stumfilm fra 1908 af Otis Turner og Francis Boggs.

## Medvirkende
- L. Frank Baum
- Frank Burns
- George E. Wilson som Nick Chopper
- Wallace Illington som Tik-Tok
- Bronson Ward, Jr. som Jack Pumpkinhead